# Cryptographis subauralis
Cryptographis subauralis là một loài bướm đêm trong họ Crambidae.